# Titiella humerosa
Titiella humerosa är en insektsart som beskrevs av Naudé 1926. Titiella humerosa ingår i släktet Titiella och familjen dvärgstritar. Inga underarter finns listade i Catalogue of Life.